# Paul Castanet
Paul Remy Castanet (ur. 16 marca 1880 w Clamart, zm. 8 grudnia 1967 w Malakoff) – francuski lekkoatleta specjalizujący się w biegach, medalista olimpijski.
Reprezentował barwy Francji na rozegranych w 1900 r. w Paryżu letnich igrzyskach olimpijskich, podczas których zdobył srebrny medal w biegu drużynowym na 5000 metrów.